# Lehnin

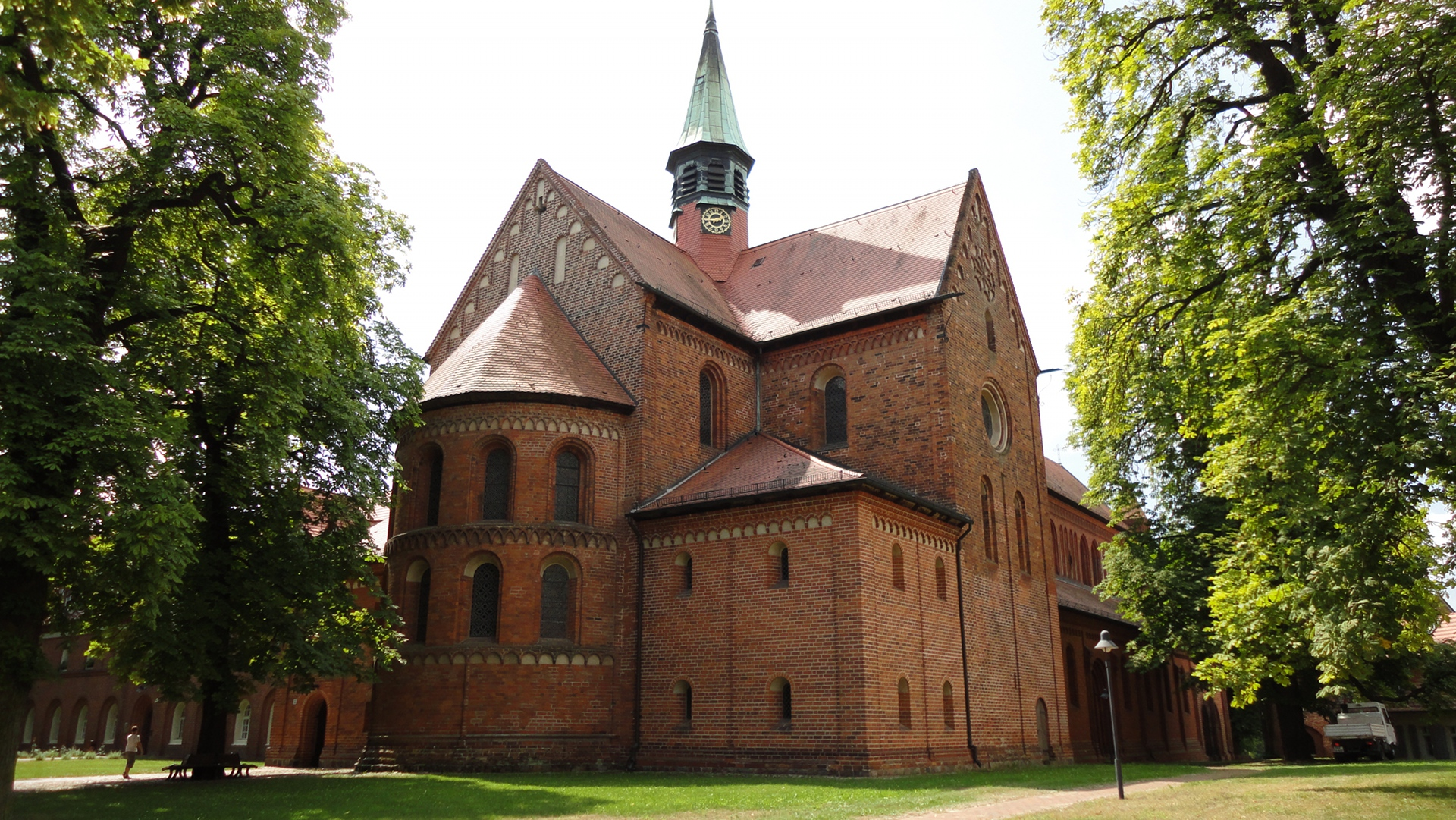
Lehniner Klosterkirche St. Marien

Lehnin [leˈniːn] ist ein Ortsteil der Gemeinde Kloster Lehnin im Landkreis Potsdam-Mittelmark im Land Brandenburg. Bis zur Eingemeindung am 1. April 2002 war Lehnin eine eigenständige Gemeinde, die vom Amt Lehnin verwaltet wurde.

## Geographie
Lehnin liegt etwa fünfzehn Kilometer südöstlich der Stadt Brandenburg an der Havel, 20 Kilometer südwestlich der Landeshauptstadt Potsdam und 20 Kilometer nordöstlich der Kreisstadt Bad Belzig in der Landschaft Zauche. Nachbarorte sind die ebenfalls zur Gemeinde gehörenden Dörfer Michelsdorf im Westen, Nahmitz im Nordwesten, Damsdorf im Norden, Emstal im Südosten und Rädel im Süden. Lehnin liegt am kanalartig ausgebauten Fluss Emster, der nach Norden der Havel zufließt. Weiterhin liegt das Dorf am Klostersee, der von der Emster durchflossen wird. Im Dorf kreuzen sich die Landesstraßen 88, die von der Bundesstraße 102 bei Brandenburg im Nordwesten zur Bundesstraße 246 in Beelitz im Südosten, und die Landesstraße 86, die von der Bundesstraße 1 in Groß Kreutz im Norden zur Bundesstraße 102 in Golzow im Südwesten führt.

## Geschichte
Das Dorf Lehnin wurde erstmals im Jahr 1193 als Lenin urkundlich erwähnt. Der Ortsname leitet sich von dem slawischen Personennamen Len ab, welcher Faulpelz bedeutet. Einer Sage nach beruht der Name auf der slawischen Bezeichnung für Hirschkuh, diese ist durch eine volksetymologische Namenserklärung entstanden.
Bereits 1180, einige Jahre vor der ersten Erwähnung Lehnins, wurde auf Weisung des Markgrafen Otto I. von Brandenburg das Kloster Lehnin gegründet. Dieses gehörte zum Orden der Zisterzienser. Bis etwa zum Jahr 1260 wurde der Klosterbau fertiggestellt. 1542 wurde unter Kurfürst Joachim II. das Kloster mit all seinem Besitz in der näheren und weiteren Umgebung im Zuge der Reformation säkularisiert und eingezogen. Im 17. Jahrhundert ließ Kurfürst Friedrich Wilhelm das bereits verfallene Konversengebäude zu einem Jagdschloss ausbauen.
Die Gründung Lehnins in seiner heutigen Form vollzog sich im Jahr 1415 aus einem durch die Mönche des Klosters Lehnin gegründeten Markt. 1667 wurden in Lehnin 13 Handwerker und deren Familien angesiedelt, vermutlich, da sich die Kurfürsten der Mark Brandenburg häufig in der Umgebung aufhielten. Für das Jahr 1750 waren 104 Feuerstellen verzeichnet, etwa 1800 waren es 152 Feuerstellen. 1733 verlor Lehnin das Marktrecht an die Stadt Werder (Havel) und erlangte es 1805 wieder zurück.
Von 1542 bis 1872 bestand um Lehnin das brandenburgische Amt Lehnin, zunächst lange als fiskalische Domäne, und in Nachfolge des Klosterbesitzes. Ab 1828 entwickelte sich daraus ein zunächst zweigeteiltes Gutsareal, in Besitz der Familie von Loebell und des Weiteren des Legationssekretärs Uebel. Robert Karl Hermann von Loebell (1815–1905) besaß sein Gut nur einige Jahre. Ende des 19. Jahrhunderts gehörten zum nun vereinheitlichten Gut Lehnin 438 ha, mit Nebenbesitz in Dahmsdorf und Tornow. Neuer Eigentümer war der Kommerzienrat Cohn. Zum Gut Lehnin gehörte eine Ziegelei mit Ringofen. M. J. Cohn hatte aber hatte alles verpachtet, Lehnin direkt an Ober-Amtmann Köber. Später wurde das Rittergut samt Ziegelei versteigert. Vor 1930 gehörte das kleinere Restgut Lehnin mit 102 ha der Dampfziegelei GmbH, Inhaber waren M. Albrecht und Th. Borchmann. Kleine landwirtschaftliche Besitzungen betrieben die Familien Jacob, Thiele sowie Tietz. Die Oberförsterei Lehnin mit 6177 ha, im Eigentum des Fiskus, wurde durch die Oberförsterei Kunersdorf bei Michendorf verwaltet.
Die Gemeinde Lehnin lag seit jeher im Königreich Preußen und gehörte dort ab spätestens 1817 zum Landkreis Zauch-Belzig im Regierungsbezirk Potsdam. 1899 bekam Lehnin mit der Stichstrecke Groß Kreutz–Lehnin einen Anschluss an das Eisenbahnnetz.
Nach dem Ende des Zweiten Weltkrieges wurde Lehnin im Zuge der Konferenz von Jalta Teil der Sowjetischen Besatzungszone und ab 1949 der DDR. Bei der Kreisreform am 25. Juli 1952 wurde die Gemeinde dem Kreis Brandenburg-Land im Bezirk Potsdam zugeordnet. Nach der Wende lag die Gemeinde Lehnin im Landkreis Brandenburg in Brandenburg und wurde am 3. Juli 1992 Teil des Amtes Lehnin. Bei der Kreisreform im Dezember 1993 wurde Lehnin dem neu gebildeten Landkreis Potsdam-Mittelmark zugeordnet. Am 1. April 2002 wurde das Amt Lehnin aufgelöst und die Gemeinde Lehnin zusammen mit 13 weiteren Gemeinden in die neu gebildete Gemeinde Kloster Lehnin eingegliedert.

## Sehenswürdigkeiten
Bedeutendstes Baudenkmal ist die alte Klosteranlage. Weiterhin steht beispielsweise die alte Poststation, das Hotel zur Post, die Klostermühle und die Diesterwegschule unter Denkmalschutz. Die umfassende Liste der Baudenkmale findet sich unter der Liste der Baudenkmale in Kloster Lehnin.

## Schutzgebiete
Rund um das Dorf Lehnin wurden verschiedene Schutzgebiete ausgewiesen. So liegt südlich das Naturschutzgebiet Lehniner Mittelheide und Quellgebiet der Emster. Dieses ist ebenfalls als FFH-Gebiet unter Schutz gestellt. Ein weiteres FFH-Gebiet ist das Gebiet Kolpinsee und Mückenfenn nördlich Lehnins. Die Flächen im Norden, Osten und Süden des Ortes befinden sich im Landschaftsschutzgebiet Lehniner Wald- und Seengebiet. Nördlich wurden zwei Geschützte Landschaftsbestandteile ausgewiesen. Dies sind die Klosterwiesen Lehnin und die Knüppeldämme Lehnin. Weiterhin gibt eine Vielzahl an geschützter Biotope und mehrere Naturdenkmale.

## Wirtschaft und Infrastruktur
Nach der Stilllegung der Bahnstrecke Groß Kreutz–Lehnin ist heute der Bahnhof in Groß Kreutz an der Bahnstrecke Berlin–Magdeburg der nächstgelegene. Lehnin wird mindestens stündlich mit Bussen von und nach Brandenburg und Potsdam angefahren.
Das Radwegenetz nach und um Lehnin ist noch stark lückenhaft und nicht durchgängig ausgebaut. Die ausgeschilderte Route von Lehnin nach Bliesendorf und weiter nach Potsdam über den alten Postkutschenweg führt sechs Kilometer über einen sandigen Waldweg. Auch bei den Routen nach Brandenburg, Beelitz und Groß Kreutz müssen Radfahrer immer wieder auf von Kraftfahrzeugen stark befahrenen Straßen fahren.
Die Autobahnausfahrt Lehnin ist etwa zwei Kilometer vom Ort entfernt.
Der aus dem 19. Jahrhundert stammende Emster Kanal verbindet Lehnin mit dem Lehniner Klostersee.

## Persönlichkeiten
- Heilgard Asmus (* 1958) ist eine Theologin und Generalsuperintendentin für den Sprengel Potsdam der Evangelischen Kirche Berlin-Brandenburg-schlesische Oberlausitz. Sie wurde in Lehnin geboren.
- Christoph Demke (1935–2021) war ein evangelischer Theologe, 1983 bis 1997 Bischof der Evangelischen Kirche der Kirchenprovinz Sachsen. Er starb in Lehnin.
- Henriette Paula Häberlin (1882–1968) war eine deutsch-schweizerische Malerin, die als Henriette Paula Baruch in Lehnin geboren worden ist.
- Waltraud Kretzschmar (1948–2018) war eine Handballspielerin und wurde in Lehnin geboren.
- Friedrich Wilhelm Kritzinger (1816–1890) war evangelischer Theologe und Pädagoge und schrieb das Weihnachtslied Süßer die Glocken nie klingen. Er wurde in Lehnin geboren.
- Vollrad Kuhn (* 1956) ist ein Berliner Stadtrat und Ingenieur und wurde in Lehnin geboren.
- Siegfried Lietzmann (* 1951) ist ein ehemaliger Landtagsabgeordneter und Fraktionsvorsitzender und Unternehmer. Er wurde in Lehnin geboren.
- Friedrich Wilhelm von Loebell (1855–1931) war Reichstagsabgeordneter, Oberpräsident der Provinz Brandenburg und Rittergutbesitzer. Er wurde in Lehnin geboren.
- Thilo Götze Regenbogen (1949–2015) war ein Künstler, Kunsthistoriker, Kulturwissenschaftler und Autor.
- Beate Schmidt (Wolfgang Schmidt; * 1966) ist eine in Lehnin geborene und als „Rosa Riese“ bekanntgewordene Serienmörderin.
- Maria Seidemann (1944–2010) war eine Schriftstellerin, lebte und starb in Lehnin.
- Dagmar Seume (* 1964) ist eine Filmregisseurin und wurde in Lehnin geboren.
- Hermann von Stein (1854–1927) war preußischer General und Kriegsminister und starb in Lehnin.
- Karl Weber (1885–1945) war für die NSDAP Mitglied des Preußischen Landtages und Landrat in Verden. Er wurde in Lehnin geboren.